# Falsas jerarquías
Falsas jerarquías es el quinto álbum del cantautor boliviano Raúl Ybarnegaray, editado independientemente en 2016 y publicado oficialmente en 2017. Musicalmente, se trata en cierto modo de una continuación de su antecesor, el álbum Maquetas, por la aparición de secuencias rítmicas programadas, instrumentos acústicos diversos como las guitarras, el charango, flauta, armónica, percusión acústica, bajos, timbres de teclados y pianos eléctricos en gran despliegue. Sin embargo, el eclecticismo es mayor en este. Lo componen cuecas, baladas, reggae, pop, saya, funk, swing, zamba, tonada chaqueña, una suerte de murga y un reguetón crítico de la banalidad en las letras de ciertas canciones. Respecto a la temática, se nota en general una intención reflexiva y de crítica social. Con canciones que tocan temas como el racismo, la discriminación, la violencia de género, la censura, la desaparición de los 43 estudiantes de Ayotzinapa, la devastación ambiental y la falta de conciencia social.

## Lista de canciones
Todas las canciones escritas y compuestas por Raúl Ybarnegaray. 
| N.º | Título                          | Duración |  |
| 1.  | «Mi canto es un latido»         | 3:37     |  |
| 2.  | «Detalles de mi hogar»          | 4:09     |  |
| 3.  | «Leyenda»                       | 3:22     |  |
| 4.  | «Falsas jerarquías»             | 4:40     |  |
| 5.  | «Preludio»                      | 4:01     |  |
| 6.  | «La máquina de hacer canciones» | 3:56     |  |
| 7.  | «Los elementos»                 | 5:03     |  |
| 8.  | «Tu día se viste de fiesta»     | 3:21     |  |
| 9.  | «El jardín de los silencios»    | 4:38     |  |
| 10. | «Reminiscencias»                | 3:40     |  |
| 11. | «43»                            | 2:55     |  |
| 12. | «Aire de momentos»              | 4:01     |  |
| 13. | «Comienza contigo»              | 4:11     |  |
| 14. | «Espíritu virtual»              | 4:11     |  |

## Créditos
- Diseño gráfico: Alejandra Dorado (A.D. visual)
- Grabación, edición y mezcla: Martín García en Estudios Luna, entre diciembre de 2015 y junio de 2016
- Masterización: Marcelo Navia (Lado b)
- Producción y dirección general: Raúl Ybarnegaray

### Músicos
- Raúl Ybarnegaray: Letra y música de todos los temas, guitarras de nilón, de cuerdas de metal y de 12 cuerdas, voces principales, segundas voces y coros, Udu en Los elementos, programaciones de bajos, bases rítmicas y teclados, percusión afro en Mi canto es un latido, producción musical y arreglos de todos los temas, excepto los señalados.
- Martín García (Estudios Luna): Producción musical y arreglos musicales en Aire de Momentos y guitarras eléctricas en La máquina de hacer canciones
- Daniel Aguilar: Piano eléctrico, guitarras y arreglos en Detalles de mi hogar, bandoneón sampleado en Aire de momentos, piano eléctrico en Preludio, teclados hammond en Espíritu virtual y Falsas jerarquías.
- Mauro Rojas: Piano Rhodes en Comienza contigo.
- Luis Pérez: Guitarra eléctrica en Comienza contigo y Los elementos.
- Edú Gabriel: Bajo y arreglos en Falsas jerarquías, Reminiscencias, Comienza contigo y Espíritu virtual.
- Álvaro Mérida: Guitarras eléctricas y arreglos en Reminiscencias y Espíritu virtual, coros en Mi canto es un latido.
- Nicolás Vargas: Armónica en Leyenda.
- Karen Arce: Charango en Tu día se viste de fiesta.
- Luciel Izumi: Charango en Preludio.
- Leonardo Vacaflor: Primera guitarra (bordoneo) en Tu día se viste de fiesta.
- Analía Abat: Segunda voz en Detalles de mi hogar, coros en Mi canto es un latido.
- Daniela Moya: Flauta traversa en Tu día se viste de fiesta.
- María Salazar: Voz en Preludio, segundas voces en Leyenda, Tu día se viste de fiesta y coros en Aire de momentos, Mi Canto es un latido, Falsas jerarquías, Los elementos, Reminiscencias, Comienza contigo y 43.
- Rudi Barrancos: Asistencia de arreglos de bronces y saxo en Reminiscencias y Espíritu virtual.
- Guido Rocha: Trompeta en Reminiscencias y Espíritu virtual.
- Diego Jaldín: Trombón en Reminiscencias y Espíritu virtual.
- Christian Rodríguez: Arreglo de bronces en Reminiscencias y asistencia en arreglo de bronces en Espíritu virtual, bombo en Tu día se viste de fiesta.
- Carla Campero, Allison Veizaga, Alejandra Aguilar, Jorge Zurita y Diego Ureña: coros en Mi canto es un latido.